# Hibiscus furcatus
Hibiscus furcatus är en malvaväxtart som beskrevs av William Roxburgh. Hibiscus furcatus ingår i Hibiskussläktet som ingår i familjen malvaväxter. Inga underarter finns listade i Catalogue of Life.